# 137号線 (チェコ)
チェコ国鉄137号線、別名ホムトフ～ヴェイプルティ線（チェコ語;Železniční trať Chomutov–Vejprty）は、レンダーバーン社の鉄道線の名称である。
1872年、ブシチェフラド鉄道の路線として開業した。ドイツ国鉄と繋がっており、ホムトフとケムニッツを結んでいる。かつてはチェコ鉄道が運行していたが、2019年末にレンダーバーン社に移管された。

## 運行形態
- ホムトフ - クランツァール　【春・夏の土曜・休日運行】
一日3往復の運行。
過去の運行状況
2014年以前は、休日のみながら通年運行で、一日2往復の運行であった。うち1往復が、ホムトフ - ヴェイプルティ間のみの運行で、ヴェイプルティでドイツ国鉄517号線の列車に接続していた。
2015年以降、春・夏のみの季節運行となった。
2018年以降、ヴェイプルティ止まりの1往復もドイツ国鉄517号線のクランツァールまで延伸された。
2020年度に、一日3往復に増発される他、ヴェイプルティ以南の運行となった。クランツァール - ヴェイプルティ間は、2020,21年には列車が運行していなかった。
2022年以降は、クランツァールまでの運行が復活する予定。

## 駅一覧
以下では、チェコ国鉄137号線の駅と営業キロ、停車列車、接続路線などを一覧表で示す。なお、全て各駅停車である。
| 路線名 | 駅名                                 | 駅間営業キロ | 累計営業キロ     | 累計営業キロ       | 接続路線                                                                             | 所在地       | 所在地       |
| ------ | ------------------------------------ | ------------ | ---------------- | ------------------ | ------------------------------------------------------------------------------------ | ------------ | ------------ |
| 127    | ホムトフ駅                           | -            | ホムトフから 0.0 |                    | 124号線（イルコフ方面、プルゼニ方面） 130号線（ウースチー方面）、140号線（ヘブ方面） | ウースチー州 | ホムトフ郡   |
| 127    | チェルノヴィツェ・ウ・ホムトヴァ駅   | 4.3          | 4.3              |                    |                                                                                      | ウースチー州 | ホムトフ郡   |
| 127    | ドミナ駅                             | 9.8          | 14.1             |                    |                                                                                      | ウースチー州 | ホムトフ郡   |
| 127    | クルジノフ・スフドル駅               | 4.8          | 18.9             |                    |                                                                                      | ウースチー州 | ホムトフ郡   |
| 127    | クルジノフ停留所                     | 2.4          | 21.3             |                    |                                                                                      | ウースチー州 | ホムトフ郡   |
| 127    | クルジノフ駅                         | 1.5          | 22.8             | クルジノフから 0.0 |                                                                                      | ウースチー州 | ホムトフ郡   |
| 127    | ノヴァー・ヴェス・ウ・クルジノヴァ駅 | 1.1          | 23.9             | 1.1                |                                                                                      | ウースチー州 | ホムトフ郡   |
| 127    | ヴィースルニー駅                     | 4.2          | 28.1             | 5.3                |                                                                                      | ウースチー州 | ホムトフ郡   |
| 127    | ルソヴァー駅                         | 6.2          | 34.3             | 11.5               |                                                                                      | ウースチー州 | ホムトフ郡   |
| 127    | ムニェヂェネツ駅                     | 4.6          | 38.9             | 16.1               |                                                                                      | ウースチー州 | ホムトフ郡   |
| 127    | ムニェヂェネツ停留所                 | 2.3          | 41.2             | 18.4               |                                                                                      | ウースチー州 | ホムトフ郡   |
| 127    | コヴァールジスカー・ムニェスティス駅 | 3.8          | 45.0             | 22.2               |                                                                                      | ウースチー州 | ホムトフ郡   |
| 127    | コヴァールジスカー駅                 | 3.5          | 48.5             | 25.7               |                                                                                      | ウースチー州 | ホムトフ郡   |
| 127    | チェスケー・ハムリ駅                 | 1.6          | 50.1             | 27.3               |                                                                                      | ウースチー州 | ホムトフ郡   |
| 127    | ヴェイプルティ停留所                 | 3.3          | 53.4             | 30.6               |                                                                                      | ウースチー州 | ホムトフ郡   |
| 127    | ヴェイプルティ・コウパリシチェ駅     | 2.3          | 55.7             | 32.9               |                                                                                      | ウースチー州 | ホムトフ郡   |
| 127    | ヴェイプルティ駅                     | 1.9          | 57.6             | 34.8               |                                                                                      | ウースチー州 | ホムトフ郡   |
| 517    | ベーレンシュタイン駅                 | 0.9          | 58.5             | 35.7               |                                                                                      | ザクセン州   | エルツ山地郡 |
| 517    | クランツァール駅                     | 9.7          | 68.2             | 45.4               | ドイツ国鉄517号線（ケムニッツ方面）                                                  | ザクセン州   | エルツ山地郡 |